# G. B. Show
G. B. Show è stato un programma televisivo italiano, trasmesso dalla Rete 2 da domenica 3 ottobre 1982 alle 20:40 per sei edizioni tra il 1982 e il 1988.

## Il programma
Il programma, nel corso delle edizioni, fu scritto da Italo Terzoli, Enrico Vaime, Dino Verde, Antonio Amurri, Gustavo Verde, Ferruccio Fantone e Stefano Jurgens.
Lo spettacolo era condotto da Gino Bramieri, affiancato, di volta in volta, da soubrette e caratteriste dello spettacolo italiano come Alida Chelli, Antonella Steni, Isa Di Marzio, oltre a numerose vedette straniere. Il programma, basato principalmente sui monologhi e le barzellette di Bramieri, era ricco di sketch, canzoni e balletti.
Andava in onda dal Teatro Sistina ed era curato da Pietro Garinei per la regia teatrale e da Gino Landi e Romolo Siena per quella televisiva.